# Onda sferica
In fisica, un'onda sferica è tale se il suo fronte d'onda è una sfera. 

## Aspetti generali
Una sorgente puntiforme può produrre un'onda sferica, così che la posizione del fronte d'onda dipenda solo dalla distanza r dalla sorgente stessa. Nella realtà ogni sorgente, per quanto piccola, non è mai puntiforme al finito quindi il modello di onda sferica costituisce sempre un'approssimazione fisica. In generale, un'onda sferica è rappresentabile allo stesso modo di un'onda piana. La forma:
{\displaystyle \zeta (r,t)}
dove {\displaystyle r={\sqrt {x^{2}+y^{2}+z^{2}}}}
soddisfa la stessa equazione delle onde di un'onda piana monocromatica, infatti derivando due volte rispetto ad x:
{\displaystyle {\frac {\partial \zeta ({\vec {r}},t)}{\partial x}}={\frac {\partial \zeta }{\partial r}}\cdot {\frac {\partial r}{\partial x}}}
{\displaystyle {\frac {\partial ^{2}\zeta ({\vec {r}},t)}{\partial x^{2}}}={\frac {\partial }{\partial x}}\cdot {\frac {\partial \zeta }{\partial x}}={\frac {\partial }{\partial x}}\cdot \left[{\frac {\partial \zeta }{\partial r}}\cdot \left({\frac {\partial r}{\partial x}}\right)\right]=\left[{\frac {\partial }{\partial r}}\cdot {\frac {\partial r}{\partial x}}\right]\cdot \left[{\frac {\partial \zeta }{\partial r}}\cdot \left({\frac {\partial r}{\partial x}}\right)\right]={\frac {\partial ^{2}\zeta }{\partial r^{2}}}\cdot \left({\frac {\partial r}{\partial x}}\right)^{2}}
Poiché {\displaystyle r=\left(x^{2}+y^{2}+z^{2}\right)^{1/2}} allora le derivate parziali di sopra diventano:
{\displaystyle {\frac {\partial r}{\partial x}}={\frac {x}{r}}}
{\displaystyle {\Biggl (}{\frac {\partial r}{\partial x}}{\Biggr )}^{2}={\frac {x^{2}}{r^{2}}}}
in definitiva si ottiene:
{\displaystyle {\frac {\partial ^{2}\zeta ({\vec {r}},t)}{\partial x^{2}}}={\frac {x^{2}}{r^{2}}}{\frac {\partial ^{2}\zeta }{\partial r^{2}}}}
Allo stesso modo nelle altre variabili:
{\displaystyle {\frac {\partial ^{2}\zeta ({\vec {r}},t)}{\partial y^{2}}}={\frac {y^{2}}{r^{2}}}{\frac {\partial ^{2}\zeta }{\partial r^{2}}}}
{\displaystyle {\frac {\partial ^{2}\zeta ({\vec {r}},t)}{\partial z^{2}}}={\frac {z^{2}}{r^{2}}}{\frac {\partial ^{2}\zeta }{\partial r^{2}}}}
Sommiamo membro a membro:
{\displaystyle \nabla ^{2}\zeta ({\vec {r}},t)={\frac {\partial ^{2}\zeta }{\partial r^{2}}}\cdot \left({\frac {x^{2}+y^{2}+z^{2}}{r^{2}}}\right)={\frac {\partial ^{2}\zeta }{\partial r^{2}}}\cdot \left({\frac {r^{2}}{r^{2}}}\right)={\frac {\partial ^{2}\zeta }{\partial r^{2}}}}
riottenendo l'equazione di D'Alembert nella variabile {\displaystyle \zeta (r,t)}
{\displaystyle {\frac {\partial ^{2}(\zeta )}{\partial r^{2}}}-{\frac {1}{v^{2}}}\cdot {\frac {\partial ^{2}(\zeta )}{\partial t^{2}}}=0}
la cui soluzione è ancora della forma:
{\displaystyle \zeta (r,t)=f(r-vt)+g(r+vt)}
Esattamente come l'equazione d'onda monodimensionale, il che ha senso, perché ovunque si guardi, il valore dell'onda, se i fronti d'onda sono sferici ed impostato un raggio, dev'essere uguale

## Onda sferica elettromagnetica
Le equazioni delle onde:
{\displaystyle {\nabla }^{2}{\vec {E}}-\varepsilon \mu {\frac {{\partial }^{2}{\vec {E}}}{{\partial t}^{2}}}=0}
{\displaystyle \,\,\,\,\,{\nabla }^{2}{\vec {B}}-\varepsilon \mu {\frac {{\partial }^{2}{\vec {B}}}{{\partial t}^{2}}}=0}.
sono equazioni alle derivate parziali che se vogliamo soddisfino le equazioni di Maxwell dobbiamo imporre le condizioni iniziali o le condizioni al contorno. Le condizioni al contorno che corrispondono ad una onda sferica sono quelle in cui i suoi fronti d'onda sono sfere. In questo caso le derivate delle equazioni delle onde del campo elettrico e del magnetico possono essere espresse in termini di coordinate sferiche ponendo uguali a zero le derivate rispetto a {\displaystyle \theta } e a {\displaystyle \phi }. Dunque, tenendo conto della simmetria sferica nello spazio, la nostra equazione delle onde è del tipo:
{\displaystyle \nabla ^{2}\psi ={\frac {1}{r}}{\frac {\partial ^{2}(r\psi )}{\partial r^{2}}}}
la cui soluzione generale è della forma:
{\displaystyle \psi (r,t)={\frac {f(t-r/c)}{r}}}
dove c è la velocità della luce, che nel vuoto vale {\displaystyle c={\frac {1}{\sqrt {\varepsilon _{0}\mu _{0}}}}\simeq 2,99\cdot 10^{8}m/s}.
Il tipico esempio di onda sferica è quello in cui la sorgente, situata nell'origine, è una distribuzione di carica che può essere pensata puntiforme: {\displaystyle Q(t)}. Cerchiamo una soluzione del tipo:
{\displaystyle \psi ({\vec {r}},t)=V(r,t)={\frac {Q(t-r/c)}{4\pi \varepsilon _{0}\cdot r}}}
questa deve valere ovunque eccetto che nel punto sorgente.

## Attenuazione
Le onde sferiche sono soggette alla cosiddetta attenuazione isotropica ovvero al fatto che l'energia dell'onda generata in un punto si dissipa in maniera isotropa nello spazio fisico distribuendosi sulle superfici dei fronti d'onda sferici ovvero di area pari a {\displaystyle 4{\pi }R^{2}} attenuandosi quindi con il quadrato della distanza dall'origine. Se l'onda attraversa un mezzo fisico diverso dal vuoto all'attenuazione isotropica si aggiunge un'attenuazione specifica dovuta al mezzo di propagazione stesso e compresa all'interno di un fattore esponenziale negativo con la distanza: parte dell'energia viene dunque trasferita alle particelle del mezzo stesso.

## Esempi
Sono onde sferiche ad esempio le onde sismiche quando queste si propagano dall'ipocentro all'epicentro, le  onde sonore prodotte da un sorgente omnidirezionale volumetrica piccola nello spazio come una detonazione. Se un'onda sferica raggiunge una superficie, essa produce sulla superficie un'onda circolare.